# Osorkon III
Osorkon III fou un faraó només conegut pels cartutxos de l'anomenat anell de Leyden, i que el seu pare fou Takelot I.
Un examen més detallat va demostrar a principis del segle xx que la pastilla conservada en el Museu Britànic, en la qual hi apareix el faraó adorant Ammon, el qual és representat en la forma d'un déu itifàl·lic (Amsu o Min) pertany a Osorkon I.
Vers el regnat del d'aquest monarca no se'n sap quasi res en concret, suposant-se que és el rei de Bubastis mencionat en l'estela de Piankhi que fou durant el seu regnat quan els etiòpics capitanejats per aquell aventurer imposaren la seva sobirania a la major part del país.
De l'època d'Osorkon III no ens resta records arquitectònics, si s'exceptua una modesta capella aixecada a Tebes, en la qual criden l'atenció alguns relleus de força valor artístic.